# Nadagara cuneigera
Nadagara cuneigera är en fjärilsart som beskrevs av W. Warren 1906. Nadagara cuneigera ingår i släktet Nadagara och familjen mätare. Inga underarter finns listade i Catalogue of Life.